# Tatango
Tatango – debiutancki solowy album Rafała Olbrychskiego wydany w 2009. Większość kompozycji jest autorstwa samego Olbrychskiego, a teksty do nich napisali Wojciech Młynarski, Kuba Sienkiewicz i Bogdan Olewicz, który też był odpowiedzialny za ostateczne brzmienie albumu.

## Lista utworów
1. Tatango
2. Gdy się znajduje przyjaciela z Marylą Rodowicz
3. Losu dwoistość
4. Północ płynie ponad barem
5. Nie spać! Nie spać!
6. Pragnienie miłości
7. Modlitwa za...
8. Tańczący z winkami
9. Dawno i daleko stąd
10. Głową mur
11. Wczoraj, dzisiaj, jutro
12. Stąd: niebo jest duże jak niebo południa

## Twórcy
- Rafał Olbrychski – gitara, śpiew
- Paweł Derentowicz – gitary, produkcja muzyczna
- Maryla Rodowicz – śpiew (gościnnie w utworze Gdy się znajduje przyjaciela)

## Sprzedaż
| Oficjalna Lista Sprzedaży OLiS |    |    |    |
| Tydzień                        | 01 | 02 | 03 |
| Pozycja                        | 35 | 31 | -  |